# Cándido Navarro
Gral. Cándido Navarro Serrano fue un militar mexicano y maestro de educación primaria, que participó en la Revolución mexicana. 

## Inicios
Nació en La Aldea, de Silao, Guanajuato, el 2 de febrero de 1871. Sus padres fueron Juan Navarro y Dámasa Serrano, que gozaban de una situación económica solvente. Realizó sus primeros estudios en su pueblo natal, y los continuó en la Escuela Práctica de Guanajuato, y en el Instituto Metodista de Puebla cursó la carrera de profesor de educación primaria. Se avecindó en la Ciudad de México y trabajó como maestro en algunas poblaciones aledañas; llegó a ser director de la Escuela “Santa Bárbara”, de Azcapotzalco. En 1907 comenzó su oposición al presidente Porfirio Díaz. Al año siguiente fundó el Club Demócrata “Guadalupe Victoria”, en la zona de Azcapotzalco. Después fue miembro fundador del Partido Nacionalista Democrático. Luego se relacionó con personalidades como Alfredo Robles Domínguez y algunos otros directivos del Centro Antirreeleccionista de México, y trabajó en pro de la unificación de dichas organizaciones. Debido al pensamiento de sus ideas y por su actuación en las elecciones para presidente municipal del Ayuntamiento fue destituido de su empleo como director escolar en 1909. Sin embargo, poco después fundó la Escuela Educativa Popular Independiente, en la que pudo desenvolverse como maestro progresista e implantar modernos métodos de enseñanza.

## Revolución Maderista
El 20 de noviembre de 1910 respondió al llamado del Plan de San Luis; se trasladó a Guanajuato, reclutó elementos y se levantó en armas en ese estado. En febrero de 1911, al mando de una tropa de solo cuarenta soldados, combatió en el mineral de La Purísima y en La Luz; obteniendo por aclamación del pueblo el grado de general, que más tarde le fue ratificado por Francisco I. Madero. Tomó San Felipe Torres Mochas y pasó por Silao y León. Una vez firmados los Tratados de Ciudad Juárez licenció a sus tropas.

## Zapatismo
En agosto de ese año fue postulado candidato al gobierno de su estado por el Partido Nacionalista Democrático. Inició su campaña publicando varios artículos periodísticos, en los que criticó a Madero y a su régimen por su pacto con las fuerzas vencidas y la tibieza de sus actos, lo que consideró una debilidad. Fue perseguido por considerársele implicado en una rebelión a favor de los Vásquez Gómez, y recluido a la penitenciaria de la Ciudad de México hasta mayo de 1913, en el que el régimen huertista lo liberó bajo caución. En junio de ese año, logró escabullirse de la ciudad y tomar rumbo al sur para unirse a las fuerzas de Emiliano Zapata. Formó parte del Ejército Libertador del Sur bajo las órdenes de los generales Francisco V. Pacheco y Genovevo de la O. Con la idea de extender su movimiento hacia el centro del país, Zapata lo envió al Bajío, siendo escoltado por Pacheco hasta Guanajuato; sufrieron varias derrotas en el camino, por lo que Pacheco lo abandonó a su suerte. Tal parece que murió en Santiago, población limítrofe entre Guanajuato y San Luis Potosí, en el combate contra las fuerzas de Jesús Paz, el 28 de agosto de 1913; otra fuente dice que murió en Yuriria, combatiendo contra el federal Samuel García Cuéllar. Murió el 27 de agosto de 1913 en San Luis Potosí.